# 山口俊雄 (新派俳優)
山口 俊雄（やまぐち としお、1897年4月10日 - 1945年1月27日）は、日本の俳優である。新派劇俳優であるが、牧野省三のマキノ・プロダクションとの提携で映画に主演、1928年（昭和2年）の片岡千恵蔵、嵐寛寿郎らのマキノからの独立時に歩調を揃えて、自らのスタープロダクションを立ち上げた。

## 来歴・人物
1897年（明治30年）4月10日、熊本県に生まれる。東京に出て、旧制・錦城中学校（現在の錦城学園高等学校）を経て、18歳のときの1915年（大正4年）ころ、東京「有楽座」の文士劇で初舞台を踏む。のちに井上正夫の一座に入門、大阪の福井茂兵衛、都築文男らの新派劇団、高田実の門下を経て、1918年（大正7年）の暮れに松竹傘下の「新声劇」に参加し、活躍した。
1926年（大正15年）、松竹取締役の白井信太郎のもとに「新潮座」を結成、同年8月に「京都座」で旗揚げ公演を行った。2年後の1928年（昭和2年）3月、「新潮座」は、牧野省三のマキノ・プロダクションと提携して映画を2本、『会津の小鉄』（吉野二郎監督）と『仇討殉情録』（マキノ正博監督）を製作し、山口はそのどちらにも主演した。山口は同年4月、「新潮座」を脱退してマキノに単独で入社した。
同月、マキノの四国ブロック配給会社・三共社の山崎徳次郎が大阪に「日本活動常設館館主連盟映画配給本社」を設立、独立プロダクションへの支援を発表、同年5月に片岡千恵蔵、嵐寛寿郎、中根龍太郎、市川小文治、山本礼三郎がマキノを脱退してそれぞれの独立プロダクションを結成した。このとき山口もマキノを退社、「山口俊雄プロダクション」（山口プロ）を設立、これらスタープロダクションによる「日本映画プロダクション連盟」の結成に参加した。また、山崎に共鳴したマキノの大道具主任河合広始と撮影技師の田中十三もマキノを退社、京都・双ヶ丘に貸しスタジオ「日本キネマ撮影所」（双ヶ丘撮影所）を設立した。しかし、同年7月末に早くも山崎の「館主連盟」は瓦解、山口プロは、マキノで『仇討殉情録』の脚本を書いた印南弘をマキノから引き抜いて監督に据えた最初で最後の1作、『月形半平太』を河合・田中の双ヶ丘撮影所で製作、7月19日に「館主連盟」によって公開されるに留まった。プロダクションを解散した山口は舞台に戻った。印南は東亜キネマ京都撮影所に移籍した。
1929年（昭和4年）8月、松竹が阪東壽三郎を中心に小堀誠、石河薫、八雲恵美子、若月孔雀らを集めて結成した「第一劇場」に参加、大阪「浪花座」での旗揚げ公演『飛ぶ唄』（金子洋文作）などに出演した。1934年（昭和9年）1月には、「関西新派劇」に幹部として参加、「角座」での旗揚げに出演した。1936年（昭和11年）4月、井上正夫の創立した「井上演劇道場」に参加する。
第二次世界大戦が始まり、そのさなかの1943年（昭和18年）、下條正巳らと『太平洋の風』に出演するなど活躍していたが、終戦前の1945年（昭和20年）1月27日に死去した。47歳没。

## フィルモグラフィ
いずれも主演である。
1928年
マキノ・プロダクション御室撮影所、新潮座提携
- 会津の小鉄　監督吉野二郎、原作並木詩路瓶、撮影田中十三、共演福岡君子、吉田豊作、小笠原茂夫、守住菊子
- 仇討殉情録　監督マキノ正博、原作津村京村、脚本印南弘、撮影三木稔、共演小笠原茂夫、マキノ智子、尾上松緑

山口俊雄プロダクション
- 月形半平太　監督印南弘、原作行友李風、脚本大河原保、撮影大塚周一、共演市川小文治　※「月形半平太」役

## 関連事項
- 松竹
- 新潮座
- マキノ・プロダクション （牧野省三）
- 日本キネマ撮影所 （河合広始、田中十三）
- 日本映画プロダクション連盟
- 片岡千恵蔵プロダクション （片岡千恵蔵）
- 嵐寛寿郎プロダクション （嵐寛寿郎）
- 中根龍太郎喜劇プロダクション （中根龍太郎）
- 市川小文治歌舞伎映画プロダクション （市川小文治）
- 山本礼三郎プロダクション （山本礼三郎）
- 山口俊雄プロダクション

## 註
1. 1 2 3 4  『日本映画俳優全集・男優編』（キネマ旬報社、1979年）の「山口俊雄」の項（p.604-605）を参照。同項執筆は田中純一郎。
2. 1 2  『日本映画俳優全集・男優編』（キネマ旬報社、1979年）の「片岡千恵蔵」の項（p.144-148）を参照。同項執筆は滝沢一。
3. ↑  立命館大学衣笠キャンパスの「マキノ・プロジェクト」サイト内の「双ヶ丘撮影所」の記述を参照。